# École des hautes études en sciences sociales
École des hautes études en sciences sociales [ékol deotzétyd an sians sosial] (EHESS) je vysoká škola společenských věd v Paříži, kterou roku 1947 založil historik Lucien Febvre. Patří mezi tzv. grands établissements a podporuje zejména interdisciplinární spolupráci široké řady oborů. Se školou souvisí Maison des sciences de l'homme (Dům věd o člověku) a řada výzkumných center v několika francouzských městech.

## Historie
Škola vznikla s podporou Fordovy nadace jako VI. sekce École pratique des hautes études (EPHE), věnovaná společenským vědám. Prvním ředitelem se stal historik Lucien Febvre, kterého roku 1956 vystřídal Fernand Braudel, od roku 1972 Jacques Le Goff. Roku 1970 byla založena Maison des sciences de l'homme a roku 1975 se sekce administrativně oddělila takže vznikla samostatná EHESS. Presidentem byl od roku 1977 Francois Furet. Roku 2011 musela škola opustit svoji budovu na Boulevardu Raspail 54 a po dobu rekonstrukce sídlí ve 13. obvodu, v blízkosti Francouzské národní knihovny.
Škola poskytuje magisterské a doktorské vzdělání několika tisícům studentů, má bohatě rozvinutou mezinárodní spolupráci a podává významný vědecký výkon.

## Významní učitelé
- Marc Augé
- Philippe Ariès
- Raymond Aron
- Roland Barthes
- Luc Boltanski
- Pierre Bourdieu
- Fernand Braudel
- Roger Caillois
- Manuel Castells
- Cornelius Castoriadis
- Michel de Certeau
- Roger Chartier
- Jean Copans
- Jacques Derrida
- Louis Dumont
- Lucien Febvre
- Pierre Francastel
- François Furet
- Marcel Gauchet
- Maurice Godelier
- Georges Gurvitch
- Yves Hersant
- Danièle Hervieu-Léger
- Milan Kundera
- Alexandre Koyré
- Claude Lefort
- Jacques Le Goff
- André Leroi-Gourhan
- Emmanuel Le Roy Ladurie
- Claude Lévi-Strauss
- Henri Lévy-Bruhl
- Pierre Manent
- Pierre Nora
- Jacques Revel
- Pierre Rosanvallon
- René Thom
- Tzvetan Todorov
- Alain Touraine
- Jean-Pierre Vernant